# Jeringsheim
Jeringsheim (auch: Jerikheim) ist eine Wüstung in der Gemarkung von Kehl im Ortenaukreis in Baden-Württemberg.
Die Herren von Lichtenberg besaßen dort Aktivlehen, die an die von Wickersheim vergeben waren.
Zu einem unbekannten Zeitpunkt fiel Jeringsheim aufgrund seiner Lage zum Rhein und dessen Hochwasser wüst.